# Linisa tamaulipasensis
Linisa tamaulipasensis är en snäckart som först beskrevs av I. Lea 1857.  Linisa tamaulipasensis ingår i släktet Linisa och familjen Polygyridae. Inga underarter finns listade i Catalogue of Life.